# Temporada 1998-99 de los Indiana Pacers
La temporada 1998-99 fue la vigesimotercera de los Indiana Pacers en la NBA, tras la fusión de la liga con la ABA, donde había jugado nueve temporadas más. La temporada regular acabó con 33 victorias y 17 derrotas, ocupando el segundo puesto de la conferencia Este, clasificándose para los playoffs, en los que cayeron en las Finales de Conferencia ante los New York Knicks. Debido a un cierre patronal, la temporada regular comenzó el 5 de febrero de 1999 y se redujo de 82 partidos a 50.

## Elecciones en elDraft
| Ronda | Puesto | Jugador       | Posición  | Nacionalidad   | Universidad               |
| ----- | ------ | ------------- | --------- | -------------- | ------------------------- |
| 1     | 25     | Al Harrington | Ala-Pívot | Estados Unidos | St. Patrick's High School |

## Temporada regular
| División Central    | División Central | División Central | División Central | División Central | División Central | División Central | División Central | División Central |
| Equipo              | G                | P                | %                | PD               | Casa             | Fuera            | Div              |                  |
| ------------------- | ---------------- | ---------------- | ---------------- | ---------------- | ---------------- | ---------------- | ---------------- | ---------------- |
| y-Indiana Pacers    | 33               | 17               | .660             | -                | 18–7             | 15–10            | 15-7             |                  |
| x-Atlanta Hawks     | 31               | 19               | .620             | 2                | 16-9             | 15–10            | 15–8             |                  |
| x-Detroit Pistons   | 29               | 21               | .580             | 4                | 17–8             | 11–14            | 13–11            |                  |
| x-Milwaukee Bucks   | 28               | 22               | .560             | 5                | 17–8             | 11–14            | 13–11            |                  |
| Charlotte Hornets   | 26               | 24               | .520             | 7                | 16–9             | 10–15            | 12–10            |                  |
| Toronto Raptors     | 23               | 27               | .460             | 10               | 14–11            | 9–16             | 9–14             |                  |
| Cleveland Cavaliers | 22               | 28               | .440             | 11               | 15–10            | 7–18             | 9–13             |                  |
| Chicago Bulls       | 13               | 37               | .260             | 20               | 8–17             | 5–20             | 4–19             |                  |

## Playoffs

### Primera ronda
Indiana Pacers vs. Milwaukee Bucks
| Fecha      | Partido                                 | Ciudad       |
| ---------- | --------------------------------------- | ------------ |
| 9 de mayo  | Indiana Pacers 110, Milwaukee Bucks 88  | Indianapolis |
| 11 de mayo | Indiana Pacers 108, Milwaukee Bucks 107 | Indianapolis |
| 13 de mayo | Milwaukee Bucks 91, Indiana Pacers 99   | Milwaukee    |
|            | Indiana Pacers gana las series 3-0      |              |

### Semifinales de Conferencia
Indiana Pacers vs. Philadelphia 76ers
| Fecha      | Partido                                  | Ciudad     |
| ---------- | ---------------------------------------- | ---------- |
| 17 de mayo | Indiana Pacers 94, Philadelphia 76ers 90 | Indiana    |
| 19 de mayo | Indiana Pacers 85, Philadelphia 76ers 82 | Indiana    |
| 21 de mayo | Philadelphia 76ers 86, Indiana Pacers 97 | Filadelfia |
| 23 de mayo | Philadelphia 76ers 86, Indiana Pacers 89 | Filadelfia |
|            | Indiana Pacers gana las series 4-0       |            |

### Finales de Conferencia
Indiana Pacers vs. New York Knicks
| Fecha       | Partido                                | Ciudad       |
| ----------- | -------------------------------------- | ------------ |
| 30 de mayo  | Indiana Pacers 90, New York Knicks 93  | Indianapolis |
| 1 de junio  | Indiana Pacers 88, New York Knicks 86  | Indianapolis |
| 5 de junio  | New York Knicks 92, Indiana Pacers 91  | Nueva York   |
| 7 de junio  | New York Knicks 78, Indiana Pacers 90  | Nueva York   |
| 9 de junio  | Indiana Pacers 94, New York Knicks 101 | Indianapolis |
| 11 de junio | New York Knicks 90, Indiana Pacers 82  | Nueva York   |
|             | New York Knicks gana las series 4-2    |              |

## Estadísticas

### Temporada regular
| Jugador         | POS | PJ | PT | MJ    | REB | AST | ROB | TAP | PTS | MPP  | RPP | APP | ROP | TPP | PPP  |
| --------------- | --- | -- | -- | ----- | --- | --- | --- | --- | --- | ---- | --- | --- | --- | --- | ---- |
| Reggie Miller   | SG  | 50 | 50 | 1,787 | 135 | 112 | 37  | 9   | 920 | 35.7 | 2.7 | 2.2 | .7  | .2  | 18.4 |
| Dale Davis      | PF  | 50 | 50 | 1,374 | 416 | 22  | 20  | 57  | 398 | 27.5 | 8.3 | .4  | .4  | 1.1 | 8.0  |
| Chris Mullin    | SF  | 50 | 50 | 1,179 | 160 | 81  | 47  | 13  | 507 | 23.6 | 3.2 | 1.6 | .9  | .3  | 10.1 |
| Mark Jackson    | PG  | 49 | 49 | 1,382 | 184 | 386 | 42  | 3   | 373 | 28.2 | 3.8 | 7.9 | .9  | .1  | 7.6  |
| Rik Smits       | C   | 49 | 49 | 1,271 | 275 | 52  | 18  | 52  | 728 | 25.9 | 5.6 | 1.1 | .4  | 1.1 | 14.9 |
| Antonio Davis   | PF  | 49 | 1  | 1,271 | 344 | 33  | 22  | 42  | 463 | 25.9 | 7.0 | .7  | .4  | .9  | 9.4  |
| Jalen Rose      | SF  | 49 | 1  | 1,238 | 154 | 93  | 50  | 15  | 542 | 25.3 | 3.1 | 1.9 | 1.0 | .3  | 11.1 |
| Travis Best     | PG  | 49 | 0  | 1,043 | 80  | 169 | 42  | 4   | 346 | 21.3 | 1.6 | 3.4 | .9  | .1  | 7.1  |
| Sam Perkins     | PF  | 48 | 0  | 789   | 138 | 25  | 15  | 14  | 238 | 16.4 | 2.9 | .5  | .3  | .3  | 5.0  |
| Austin Croshere | PF  | 27 | 0  | 249   | 45  | 10  | 7   | 8   | 92  | 9.2  | 1.7 | .4  | .3  | .3  | 3.4  |
| Al Harrington   | PF  | 21 | 0  | 160   | 39  | 5   | 4   | 2   | 45  | 7.6  | 1.9 | .2  | .2  | .1  | 2.1  |
| Derrick McKey   | SF  | 13 | 0  | 244   | 41  | 13  | 12  | 4   | 60  | 18.8 | 3.2 | 1.0 | .9  | .3  | 4.6  |
| Fred Hoiberg    | SG  | 12 | 0  | 87    | 11  | 4   | 0   | 0   | 19  | 7.3  | .9  | .3  | .0  | .0  | 1.6  |
| Mark Pope       | SF  | 4  | 0  | 26    | 4   | 0   | 0   | 0   | 2   | 6.5  | 1.0 | .0  | .0  | .0  | .5   |

### Playoffs
| Jugador         | POS | PJ | PT | MJ  | REB | AST | ROB | TAP | PTS | MPP  | RPP  | APP | ROP | TPP | PPP  |
| --------------- | --- | -- | -- | --- | --- | --- | --- | --- | --- | ---- | ---- | --- | --- | --- | ---- |
| Reggie Miller   | SG  | 13 | 13 | 481 | 51  | 34  | 9   | 3   | 263 | 37.0 | 3.9  | 2.6 | .7  | .2  | 20.2 |
| Mark Jackson    | PG  | 13 | 13 | 451 | 59  | 112 | 14  | 1   | 146 | 34.7 | 4.5  | 8.6 | 1.1 | .1  | 11.2 |
| Dale Davis      | PF  | 13 | 13 | 394 | 132 | 11  | 10  | 18  | 118 | 30.3 | 10.2 | .8  | .8  | 1.4 | 9.1  |
| Rik Smits       | C   | 13 | 13 | 293 | 65  | 9   | 6   | 15  | 153 | 22.5 | 5.0  | .7  | .5  | 1.2 | 11.8 |
| Chris Mullin    | SF  | 13 | 13 | 283 | 20  | 15  | 10  | 3   | 124 | 21.8 | 1.5  | 1.2 | .8  | .2  | 9.5  |
| Jalen Rose      | SF  | 13 | 0  | 355 | 31  | 32  | 13  | 5   | 158 | 27.3 | 2.4  | 2.5 | 1.0 | .4  | 12.2 |
| Antonio Davis   | PF  | 13 | 0  | 326 | 92  | 8   | 5   | 14  | 103 | 25.1 | 7.1  | .6  | .4  | 1.1 | 7.9  |
| Derrick McKey   | SF  | 13 | 0  | 245 | 43  | 19  | 12  | 4   | 47  | 18.8 | 3.3  | 1.5 | .9  | .3  | 3.6  |
| Sam Perkins     | PF  | 13 | 0  | 146 | 25  | 6   | 0   | 3   | 53  | 11.2 | 1.9  | .5  | .0  | .2  | 4.1  |
| Travis Best     | PG  | 11 | 0  | 150 | 17  | 21  | 4   | 1   | 46  | 13.6 | 1.5  | 1.9 | .4  | .1  | 4.2  |
| Fred Hoiberg    | SG  | 4  | 0  | 20  | 3   | 2   | 3   | 0   | 4   | 5.0  | .8   | .5  | .8  | .0  | 1.0  |
| Austin Croshere | PF  | 1  | 0  | 1   | 1   | 0   | 0   | 0   | 2   | 1.0  | 1.0  | .0  | .0  | .0  | 2.0  |